# Futbol'nyj Klub Dynamo Kyïv 1999-2000
Questa voce raccoglie le informazioni riguardanti il Futbol'nyj Klub Dynamo Kyïv nelle competizioni ufficiali della stagione 1999-2000.

## Stagione
La Dinamo Kiev, allenata da Valerij Lobanovs'kyj, concluse la stagione vincendo il suo ottavo campionato consecutivo, nonché il primo da imbattuta. Il club si aggiudicò anche la sua quinta Coppa di Ucraina, battendo in finale per 1-0 il Kryvbas. In Champions League il cammino degli ucraini si fermò alla seconda fase a gironi che, nonostante i 10 punti totalizzati, vennero eliminati in virtù della classifica avulsa che premiò il Real Madrid, futuro vincitore della competizione. In Coppa dei Campioni della CSI la Dinamo, che di fatto schierò la seconda squadra venne elimininata nella fase a gironi.

## Rosa

Rebrov, capocannoniere stagionale della Dinamo Kiev in tutte le competizioni, affronta il laziale Nesta durante la trasferta romana di Champions League

| N. |                    | Ruolo | Calciatore            |
| -- | ------------------ | ----- | --------------------- |
| 12 | Ucraina (bandiera) | P     | Vjačeslav Kernozenko  |
| 1  | Ucraina (bandiera) | P     | Oleksandr Šovkovs'kyj |
| 6  | Ucraina (bandiera) | D     | Jurij Dmytrulin       |
| 17 | Ucraina (bandiera) | D     | Serhij Fedorov        |
| 4  | Ucraina (bandiera) | D     | Oleksandr Holovko     |
| 18 | Ucraina (bandiera) | D     | Vasyl' Kardaš         |
| 21 | Ucraina (bandiera) | D     | Volodymyr Jezers'kyj  |
| 26 | Ucraina (bandiera) | D     | Andrij Nesmačnyj      |
| 5  | Ucraina (bandiera) | D     | Vladyslav Vaščuk      |
| 7  | Georgia (bandiera) | D     | K'akhaber K'aladze    |
| 14 | Ucraina (bandiera) | C     | Andrij Husin          |
| 22 | Ucraina (bandiera) | C     | Serhiy Konovalov      |
| 28 | Ucraina (bandiera) | C     | Ihor Kostjuk          |
| 29 | Russia (bandiera)  | C     | Ramiz Mamedov         |

| N. |                        | Ruolo | Calciatore                     |
| -- | ---------------------- | ----- | ------------------------------ |
| 9  | Ucraina (bandiera)     | C     | Vitalij Kosovskyj              |
| 25 | Ucraina (bandiera)     | C     | Roman Maksymjuk                |
| 20 | Ucraina (bandiera)     | C     | Dmytro Mykhaylenko             |
| 19 | Russia (bandiera)      | C     | Sergei Kormiltsev              |
| 15 | Ucraina (bandiera)     | C     | Serhiy Serebrennikov           |
| 30 | Russia (bandiera)      | C     | Artem Jaškin                   |
| 8  | Bielorussia (bandiera) | C     | Valjancin Bjal'kevič           |
| 2  | Bielorussia (bandiera) | C     | Aljaksandr Chackevič           |
| 11 | Ucraina (bandiera)     | A     | Serhij Rebrov                  |
| 27 | Georgia (bandiera)     | A     | Giorgi Demet'radze             |
| 10 | Ucraina (bandiera)     | A     | Oleh Venhlyns'kyj              |
| 3  | Russia (bandiera)      | A     | Aleksej Gerasimenko (capitano) |
| 16 | Uzbekistan (bandiera)  | A     | Maksim Shatskix                |
| 24 | Ucraina (bandiera)     | A     | Oleksandr Kosyrin              |

## Risultati

### Coppa di Ucraina
| Arbitro: | Mel'nyčuk (Sinferopoli) |

|                                                                 |           |  |
| Kormiltsev 12’ Mykhaylenko 37’ Šapabura 52’ (aut.) Shatskix 87’ | Marcatori |  |

| Arbitro: | Horožankyn (Kirovohrad) |

|           |           |                                                         |
| Lapko 74’ | Marcatori | 13’ Husin 34’ (rig.) Rebrov 56’ Bjal'kevič 89’ Shatskix |

| Arbitro: | Žosan (Cherson) |

|                                                                 |           |             |
| Rebrov 9’ Shatskix 18’, 89’ Bjal'kevič 60’ Demet'radze 66’, 82’ | Marcatori | 61’ Smirnov |

| Arbitro: | Onufer (Užhorod) |

|  |           |               |
|  | Marcatori | 44’ Chackevič |

### UEFA Champions League

#### Turni preliminari
| Arbitro: | Poll |

|                   |           |  |
| Shatskix 38’, 76’ | Marcatori |  |

| Arbitro: | Dardenne |

|  |           |            |
|  | Marcatori | 35’ Rebrov |

| Arbitro: | Uzunov |

|              |           |                         |
| Strandli 55’ | Marcatori | 13’ Rebrov 39’ Shatskix |

| Arbitro: | Piraux |

|                          |           |                    |
| Husin 74’ Shatskix 90+1’ | Marcatori | 9’ Oper 47’ Gaarde |

#### Prima fase a gironi
| Arbitro: | Irvine |

|  |           |              |
|  | Marcatori | 72’ Šimundža |

| Arbitro: | Díaz Vega |

|                     |           |                   |
| Negro 72’ Salas 75’ | Marcatori | 68’ (rig.) Rebrov |

| Arbitro: | Colombo |

|             |           |           |
| Kirsten 52’ | Marcatori | 71’ Husin |

| Arbitro: | Nilsson |

|                                                  |           |                          |
| Kosovskyj 4’ Shatskix 36’ Holovko 61’ Vaščuk 89’ | Marcatori | 12’ Kirsten 49’ Neuville |

| Arbitro: | Fernández Marín |

|             |           |                        |
| Balajić 50’ | Marcatori | 36’, 84’ (rig.) Rebrov |

| Arbitro: | Durkin |

|  |           |                    |
|  | Marcatori | 18’ (aut.) Mamedov |

#### Seconda fase a gironi
| Arbitro: | Elleray |

|                   |           |                        |
| Rebrov 86’ (rig.) | Marcatori | 17’ Morientes 48’ Raúl |

| Arbitro: | Dallas |

|                             |           |            |
| Jancker 6’ Paulo Sérgio 80’ | Marcatori | 50’ Rebrov |

| Arbitro: | Micheľ |

|                         |           |              |
| Chackevič 9’ Rebrov 29’ | Marcatori | 48’ Jakobsen |

| Arbitro: | Hamer |

|          |           |                 |
| Berg 38’ | Marcatori | 32’, 67’ Rebrov |

| Arbitro: | Sars |

|                               |           |                                 |
| Raúl 14’ (rig.) R. Carlos 72’ | Marcatori | 42’ Chackevič 56’ (aut.) Hierro |

| Arbitro: | Veissière |

|                              |           |  |
| K'aladze 34’ Demet'radze 72’ | Marcatori |  |

## Statistiche

### Statistiche di squadra
| Competizione                 | Punti | Totale | Totale | Totale | Totale | Totale | Totale | DR  |
| Competizione                 | Punti | G      | V      | N      | P      | Gf     | Gs     | DR  |
| ---------------------------- | ----- | ------ | ------ | ------ | ------ | ------ | ------ | --- |
| Vyšča Liha                   | 84    | 30     | 27     | 3      | 0      | 85     | 18     | +67 |
| Coppa d'Ucraina              | -     | 4      | 4      | 0      | 0      | 15     | 2      | +13 |
| Champions League             | 17    | 16     | 8      | 3      | 5      | 25     | 19     | +6  |
| Coppa dei Campioni della CSI | 3     | 3      | 1      | 1      | 1      | 1      | 5      | -4  |
| Totale                       | -     | 53     | 40     | 7      | 6      | 126    | 44     | +82 |